# Serra da Galangue
A Serra da Galangue, ou Salangue-Mocoti, é uma cadeia montanhosa localizada na província da Huíla, em Angola.
A Serra da Galangue separa as bacias dos rios Cunene e Cubango.